# Хьолти (награда)
Литературната награда „Хьолти“ (на немски: Hölty-Preis) за поезия е учредена от град Хановер като продължение на присъжданата до 2007 г. награда „Герит Енгелке“.
С новото неименование учредителите желаят да превърнат в мащаб за творчество високия художествен ранг на хановерския народностен поет Лудвиг Хьолти (1748-1776), като същевременно се запази връзката с региона.
Отличието се присъжда на всеки две години и е в размер на 20 000 €.

## Носители на наградата
- 2008: Томас Розенльохер
- 2010: Паулус Бьомер
- 2012: Кристиан Ленерт
- 2014: Зилке Шойерман[1]
- 2016: Кристоф Мекел
- 2018: Норберт Хумелт[2]